# Żuchlów (gromada)
Żuchlów (od 1 I 1960 Niechlów) – dawna gromada, czyli najmniejsza jednostka podziału terytorialnego Polskiej Rzeczypospolitej Ludowej w latach 1954–1972.
Gromady, z gromadzkimi radami narodowymi (GRN) jako organami władzy najniższego stopnia na wsi, funkcjonowały od reformy reorganizującej administrację wiejską przeprowadzonej jesienią 1954 do momentu ich zniesienia z dniem 1 stycznia 1973, tym samym wypierając organizację gminną w latach 1954–1972.
Gromadę Żuchlów z siedzibą GRN w Żuchlowie utworzono – jako jedną z 8759 gromad na obszarze Polski – w powiecie górowskim w woj. wrocławskim, na mocy uchwały nr 13/54 WRN we Wrocławiu z dnia 2 października 1954. W skład jednostki weszły obszary dotychczasowych gromad: Żuchlów, Naratów i Niechlów ze zniesionej gminy Siciny, Miechów ze zniesionej gminy Luboszyce oraz Wroniniec ze zniesionej gminy Stara Góra w tymże powiecie. Dla gromady ustalono 18 członków gromadzkiej rady narodowej.
1 stycznia 1960 do gromady Żuchlów włączono wsie Szaszorowice, Żabin, Wągroda, Karów, Świerczów i Bartodzieje ze zniesionej gromady Wągroda w tymże powiecie, po czym gromadę Żuchlów zniesiono, przenosząc siedzibę GRN z Żuchlowa do Niechlowa i zmieniając nazwę jednostki na gromada Niechlów.